# Videoinstalação
Videoinstalação é uma forma de arte contemporânea que combina tecnologia de vídeo com instalação fazendo com que todos os aspectos do ambiente à sua volta mudem para afetar o público. Desde a origem da videoarte na década de 70,  que aumentou a popularidade como a produção tecnológica de vídeo digital tornou-se facilmente acessível. Hoje, a videoinstalação é onipresente e visível em uma variedade de ambientes—de galerias e museus para um campo expandido que inclui o trabalho arte in situ em paisagens urbanas ou industriais. Formatos populares incluem o trabalho monitor, projeção e desempenho. Os únicos requisitos são a eletricidade e a escuridão.
Uma das principais estratégias utilizadas por artistas de videoinstalação é a incorporação do espaço como um elemento-chave na estrutura narrativa. Desta forma, a narrativa cinematográfica linear bem conhecida está espalhada por todo o espaço criando um ambiente imersivo. Nesta situação, o espectador tem um papel ativo como ele / ela cria a sequência narrativa evoluindo no espaço. Às vezes, a ideia de um público participativo é esticado ainda mais em videoinstalação interativa. Outras vezes, o vídeo é exibido em uma tal maneira que o espectador se torna parte da trama como um personagem de um filme.
Um dos pioneiros da videoinstalação foi o sul-coreano Nam June Paik cujo trabalho a partir dos meados dos anos sessenta utilizou vários monitores de televisão em arranjos esculturais. Paik passou a trabalhar com video wall e projetores para criar grandes ambientes imersivos.
A videoinstalação é considerada também por muitos teóricos, críticos e artistas, como Gary Hill, como o reconhecimento do espaço externo ao monitor e como uma transição da escultura para o vídeo.

## Artistas que trabalham com videoinstalação
- Vito Acconci
- Chris Cunningham
- Bruce Nauman
- Nam June Paik
- Bill Viola
- Wolf Vostell
- Apichatpong Weerasethakul
- Joseph Beuys
- Gary Hill